# Symbole somme
 (août 2025).
Si vous disposez d'ouvrages ou d'articles de référence ou si vous connaissez des sites web de qualité traitant du thème abordé ici, merci de compléter l'article en donnant les références utiles à sa vérifiabilité et en les liant à la section « Notes et références ».
Le symbole somme, noté {\displaystyle \sum }, (caractère  ∑) est une notation mathématique qui permet de désigner la somme d'une famille finie de termes ou la limite d'une série en évitant l'emploi de points de suspension.

## Somme finie
La commutativité et l'associativité de l'addition font que le résultat d'une suite (finie) d'additions ne dépend pas de l'ordre dans lequel les termes sont donnés. La somme d'une famille finie d'éléments {\displaystyle (u_{i})} indexée par un ensemble {\displaystyle I} (pas nécessairement ordonné) se note alors {\displaystyle \sum _{i\in I}{u_{i}}}.

Lorsque l'ensemble d'indices est un intervalle d'entiers, il est courant de noter le premier indice sous le symbole somme et le dernier au-dessus. On trouve alors les notations :
Le nombre de termes est alors {\displaystyle q-p+1}, le premier terme étant {\displaystyle u_{p}} et le dernier {\displaystyle u_{q}}.

La somme des carrés des six premiers entiers strictement positifs s'écrit ainsi

Lorsque la famille décrit un ensemble fini {\displaystyle A}, la somme peut aussi s'écrire
la somme vide étant conventionnellement prise égale à zéro, afin de satisfaire l'égalité
La notation d'Einstein omet simplement l'écriture du symbole somme. Il est sous-entendu dès qu'un indice apparaît sans définition.

## Somme d'une série
Si {\displaystyle (u_{n})} est une suite, la somme totale des termes de la suite est la limite des sommes partielles si elle existe {\displaystyle \sum _{n=0}^{\infty }u_{n}=\lim _{N\rightarrow +\infty }\sum _{n=0}^{N}u_{n}}.

## Typographie
Le caractère utilisé est distinct de la lettre grecque majuscule Σ (sigma).